# Albenga
 (septembre 2020).

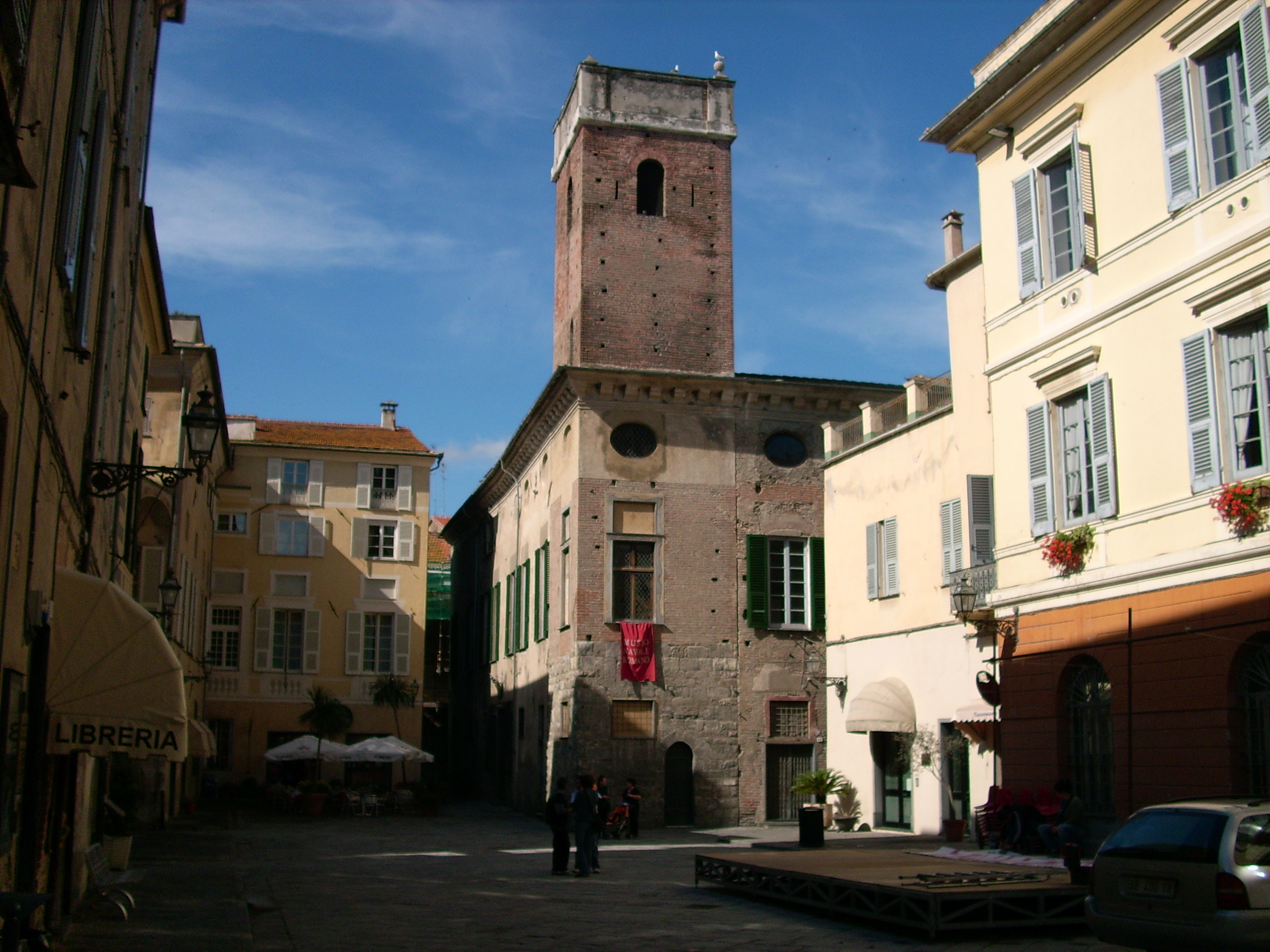
Le Musée naval romain au centre historique.

Albenga (Arbenga en langue ligurienne et Albengue en français) est une commune italienne d'environ 25 000 habitants située dans la province de Savone, en Ligurie, dans le Nord-Ouest de l'Italie.

## Géographie
La commune d'Albenga se trouve sur le littoral de la Riviera ligure du Ponant dans l'homonyme plaine, proche de l'embouchure du fleuve Centa.
Elle comprend aussi la réserve naturelle de l'île Gallinara (ou Gallinaria) où semble avoir vécu saint Martin de Tours auquel est dédié un monastère dans l'île, qui après 1064 devient possession de l'abbaye de Abbadia Alpina dans le Piémont. La loi régionale du 4 juillet 2008 modifie la réorganisation territoriale de la commune, et depuis le 1er janvier 2009, le territoire communal ne fait plus partie de la Comunità Montana Ingauna.
Frazioni : Bastia, Campochiesa, Leca, Lusignano, Salea, San Fedele.
Communes limitrophes : Alassio, Arnasco, Ceriale, Cisano sul Neva, Ortovero, Villanova d'Albenga.

## Histoire
Anciennement Albium Ingaunum puis Albingaunum, Albenga est dans l'Antiquité l'ancienne capitale des Ligures Ingauni, vaincus par Appius Claudius Pulcher en -185, puis par Paul Émile en -181/-180.
Durant la deuxième guerre punique, elle s'allie avec les Carthaginois contre Rome, puis devient la base navale du frère d'Hannibal Barca, Magon, d'où en -205, il appareille vers Gênes, la pillant. Conquise par Rome en -181, elle obtient, ainsi que ses territoires intérieurs, le droit latin en -89 et la citoyenneté romaine en -45. Jules César lui confère le statut de municipe.
À l'époque de l'Empire romain son urbanisation est importante ; son territoire s'étend, alors, le long de la côte depuis San Remo jusqu'à Finale Ligure et prend possession dans l'arrière pays de la totalité de la haute vallée du Tanaro. Au Ve siècle ap. J.-C., la cité est conquise par les Goths. L'année 451, marque la naissance du diocèse local, un des plus antiques de la Ligurie.
Puis les Lombards menés par Rothari la reconquièrent. Après l'an mille, elle est une des premières communes maritimes à participer à la première croisade et à lutter pour la suprématie des échanges commerciaux dans la mer Tyrrhénienne.
Commune libre, elle passe dans le territoire de la république de Gênes en 1251. Ses propres statuts sont rédigés en 1288. Impliquée dans les luttes entre Guelfes et Gibelins, elle passe sous domination des Del Carretto du marquisat de Finale, des Visconti (1355-1379), des Français (1396-1413), puis de nouveau génoise.
La maison de Savoie l'occupe en 1625, et en 1796 sous Napoléon Bonaparte elle est le chef-lieu de la juridiction des Centa, chef-lieu de province sous le royaume de Sardaigne, puis dans le royaume d'Italie, et depuis 1923, elle est incluse dans la province de Savone.

## Culture

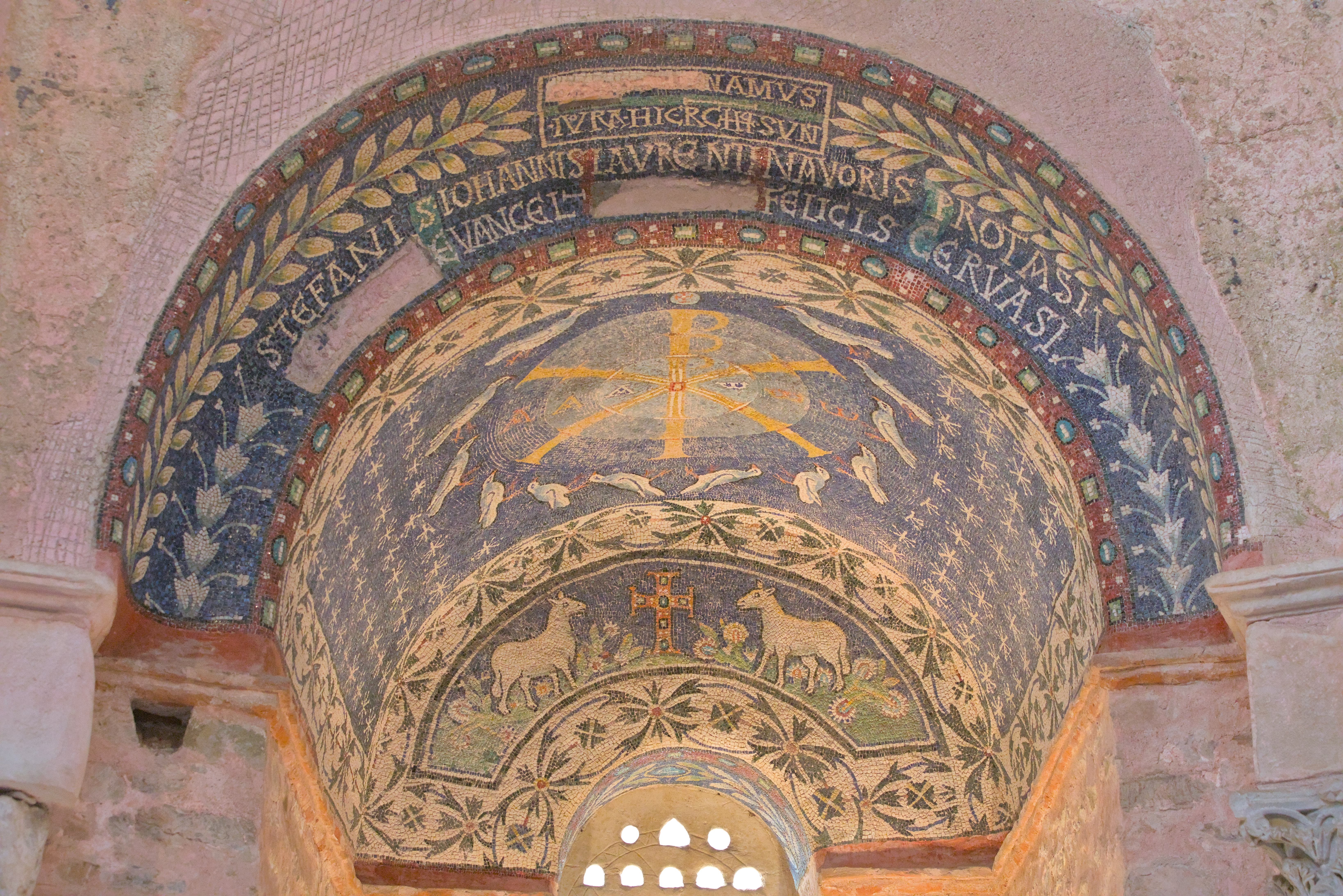
Mosaïque d’abside du V du baptistère paléo-chrétien.

### Monuments
Voie romaine
La Via Julia Augusta, bien conservée, peut être parcourue à pied sur une longueur de 6 km. Elle est bordée de tombeaux, à la sortie de la ville, comme il était de coutume à l'époque romaine.
Nécropole romaine (« Pilone ») et amphithéâtre romain
Le site archéologique, le long de la Via Julia Augusta, comprend les restes d'un amphithéâtre romain et d'une nécropole romaine dont l'élément le mieux conservé est le « Pilone », tombeau monumental de la fin du Ier siècle, en forme de tour rectangulaire à trois étages, qui a pu autrefois être interprété comme un phare maritime antique. Les deux étages inférieurs de la tour sont en place, mais le troisième n'est connu que par les photographies anciennes : endommagé durant la Seconde Guerre mondiale, il a été rasé lors de la restauration du monument.
Monuments religieux
- Cathédrale d'Albenga
- Baptistère paléo-chrétien d'Albenga (it) orné d'une fresque du Ve siècle
- Église Santa Maria in Fontibus (Albenga) (it)
- Église Saints Simon et Jude (Albenga) (it) des XIIe et XIIIe siècles

Monuments civils
- Palais Peloso Cepolla (it) des XIIIe et XVIe siècles
- Ponte Rosso (it) de la fin du XXe siècle

### Écoles
- Institut Professionnel pour l'Agriculture et l'Environnement Domenico Aicardi.
- Institut d'État Technico-commercial Galileo Galilei.
- Lycée d'État Scientifique Giordano Bruno et une section classique Giovanni Pascoli.
- Lycée Redemptoris Mater Institut paritaire diocésain avec section classique et socio-psyco-pédagogique.

### Musées
- Musée diocésain situé à l’intérieur du palais épiscopal.
- Musée civique Ingauna institué en 1933 par Nino Lamboglia dans le vieux palais communal.
- Musée naval romain ouvert en 1950 auprès du palais Peloso Cipolla.
- Le Musée ethnographique est consacré à la « Civilisation de l’huile ». Il est situé dans un ancien moulin avec son exposition permanente consacrée au travail de l’olive, de l’huile et du vin.

## Personnalités
- Mirko Celestino (1974), coureur cycliste italien natif d'Albenga, champion du monde Espoirs et, comme professionnel, vainqueur du Tour de Lombardie, de Milan-Turin et du Tour d’Émilie.
- Yves Barsacq, acteur français, mort le 4 octobre 2015 à Albenga.
- Ezio Madonia (né en 1966), athlète italien, spécialiste du 100 mètres, médaillé de bronze aux championnats du monde et aux championnats d'Europe.

### Évolution démographique
Habitants recensés

## Transports

### Transports aériens
La ville est desservie par l'aéroport d'Albenga, qui est situé sur le territoire de la Villanova d'Albenga.

## Événements

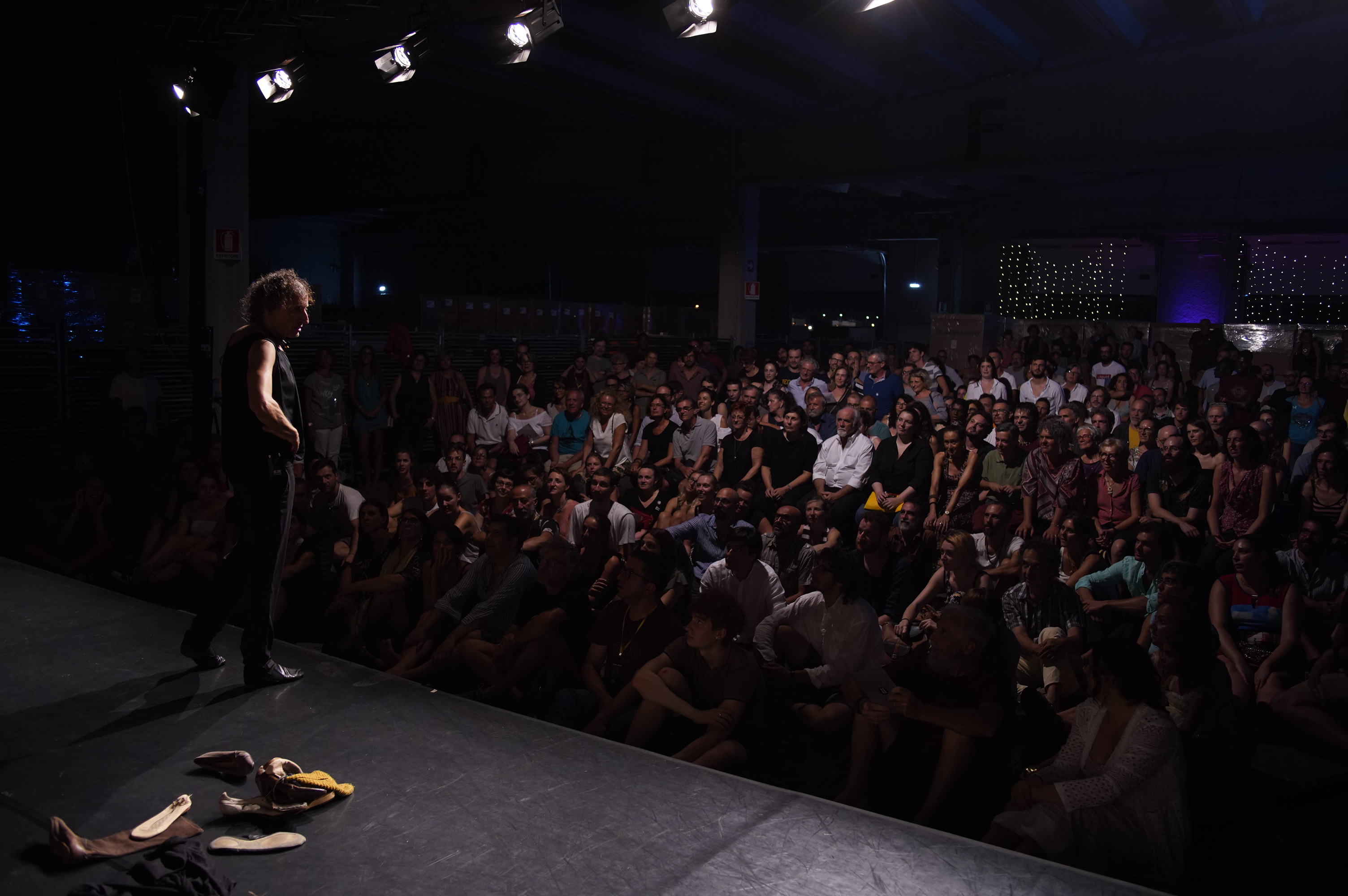
Une nuit de festival Terreni Creativi.

- « Palio Storico di Albenga » : le quatrième week-end de juillet, un défi entre les quatre quartiers historiques du centre historique d'Albenga: San Giovanni, Sant'Eulalia, San Siro et Santa Maria ; tous les participants des quartiers se déguisent en costumes médiévaux[3],[4],[5] ;
- Sagralea, examen de le vin pigato et d'autres vins de qualité de la Riviera , la dernière semaine d'août, dans le hameau de Salea ; cet événement est inclus dans la « Strada del Vino e dell'Olio »[6],[7] ;
- Concours national de piano Città di Albenga, depuis 1978 [8] ;
- « Su la Testa », festival de musique et de théâtre[9] ;
- « Prix national Albingaunum », prix national de littérature ;
- « Terreni Creativi Festival », festival international multidisciplinaire de théâtre, danse, cinéma et musique live. L'événement, conçu et organisé par Kronoteatro depuis 2010, a reçu le prix Garrone en 2016 et le prix Critical Network en tant que « meilleur projet de communication » en 2017[10],[11].

## Sources
- (it) Cet article est partiellement ou en totalité issu de l’article de Wikipédia en italien intitulé « Albenga » (voir la liste des auteurs).